# Přímé zahraniční investice
Přímé zahraniční investice (zkráceně PZI) jsou investice do jiné země za účelem získání podílu na kmenových akciích a rozhodovacích pravomocích ve výši alespoň 10 % (či takového podílu, který dává zahraničnímu investorovi rozhodující pravomoci). Podmínkou je trvalý zájem investora na společnosti a jeho podíl na řízení.

## typologie

### Podle způsobu vstupu
- Investice na zelené louce (greenfield). Investice do nových aktiv, např. Philips v Hranicích či Hyundai v Nošovicích.
- Investice na hnědé louce (brownfield). Změna vlastnické struktury i investice do restrukturalizace (většina privatizačních PZI).
- Akvizice a fúze (mergers and aquisitions). Ovládnutí již existujících aktiv, např. převzetí ČSOB finanční skupinou KBC.

### Podle míry kontroly zahraničního vlastníka
- Podnik s menšinovým zahraničním podílem (10 – 50 %), např. podíl Boeingu v Aero Vodochody
- Podnik pod zahraniční kontrolou, např. privatizace Rakony Rakovník do rukou Procter & Gamble

## Dopady PZI na ekonomiku
Přímé zahraniční investice mají řadu přímých i nepřímých dopadů na hostitelskou ekonomiku, které ovlivňují splnění většiny cílů hospodářské politiky. Pro hodnocení vhodnosti investice je třeba komplexně vnímat přímé i nepřímé dopady a brát v úvahu jejich čistý přínos v dlouhém období.

### Pozitivní dopady
- Restrukturalizace nabídkové strany ekonomiky
- PZI zvyšují vývozní výkonnost a nedluhově financují deficit běžného účtu, čímž přispívají ke zlepšení vnější rovnováhy i stability měny.
- Nové pracovní příležitosti (především greenfields)
- Příjmy z privatizačních PZI pro vládu

### Negativní dopady
- PZI nemusí podporovat hospodářský růst a zaměstnanost, pokud vytlačují již existující investice, nenavazují vazby s domácími firmami nebo pokud se jejich produkce omezuje na technologicky méně náročné fáze produkčního řetězce a pokud nadnárodní firmy v zemi realizují nepříznivé strategie
- Repatriace zisků do zahraničí, případně následný odliv PZI ze země ohrožují vnější rovnováhu země
- Nárazový příliv PZI vychyluje měnový kurz z rovnovážné úrovně
- PZI zahrnuje daňové úlevy ale i přímé dotace ze státních rozpočtů (např. firma Flextronics v Brně)
- Investice na zelené louce jsou často doprovázeny negativními dopady na životní prostředí a obcházením zákonů dané země.[1]